# Antiochos V.

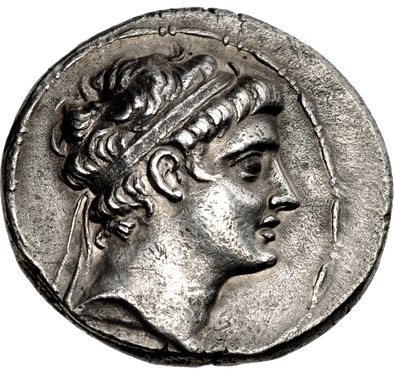
In Antiochia geprägter Silbertetradrachme des Antiochos V. mit einem Porträt seines Hauptes auf der Vorderseite, SC 1575.11

Antiochos V. Eupator (altgriechisch Αντίοχος Ευπάτωρ Antíochos Eupátōr; * um 173 v. Chr.; † 162 v. Chr.) war ein König des Seleukidenreichs. Er war ein Sohn des Antiochos IV. Epiphanes und dessen Schwestergemahlin Laodike. Nach dem Tod seines Vaters folgte er diesem 164 v. Chr. auf den Thron, wurde aber schon zwei Jahre später auf Befehl seines Cousins Demetrios I. Soter ermordet.

## Leben
Der antike Kriegshistoriker Appian gibt an, dass Antiochos V. beim Tode seines Vaters Antiochos IV. (164 v. Chr.) neun Jahre alt war, woraus sich sein Geburtsjahr zu etwa 173 v. Chr. ergibt. Laut dem Zeugnis einer babylonischen Keilschrifttafel war er bereits 170 v. Chr. zum Mitregenten seines Vaters erhoben worden. So wollte Antiochos IV. die Nachfolge des als Geisel im römischen Exil lebenden Demetrios I. Soter, der berechtigte Erbansprüche besaß, verhindern. Als Epiphanes 165 v. Chr. sich auf den Weg zur Rückeroberung Armeniens und der Oberen Satrapien auf den Weg machte, übertrug er dem Reichsverweser für die westlichen Provinzen, Lysias, die Fürsorge seinen in Syrien zurückbleibenden minderjährigen Sohn. Außerdem hatte Lysias den Aufstand der Makkabäer zu unterdrücken. Kurz bevor Antiochos IV. 164 v. Chr. an einer Krankheit starb, soll er aber seinen Vertrauten (Philos) Philippos zum neuen Reichsverweser und Vormund Antiochos’ V. ernannt haben. Möglicherweise ist diese Mitteilung bloß eine Fiktion, die Philippos’ Selbstlegitimierung dienen sollte.
Nachdem die Nachricht vom Ableben des Antiochos IV. eingetroffen war, ließ Lysias dessen Sohn Ende 164 v. Chr. als Antiochos V. zum neuen Herrscher proklamieren. Die Römer waren mit diesem Wechsel natürlich sehr zufrieden, weil sie sich von einer Vormundschaftsregierung eine Schwächung und bessere Kontrollierbarkeit des Seleukidenreichs erhofften. Daher wiesen sie die Thronansprüche, die Antiochos’ Cousin Demetrios geltend machte, zurück.
Lysias sah sich mit dem fortschreitenden Aufstand des Judas Makkabäus konfrontiert, der 163/162 v. Chr. an die Belagerung der makedonischen Besatzung der Burg Jerusalems schritt. Auf deren Hilfsersuchen zog Lysias 162 v. Chr. mit dem jungen König an der Spitze eines starken Heers nach Judäa. Sie zwangen Judas zur Aufhebung die Belagerung; auch musste Judas eine Niederlage bei Beth-sacharja einstecken. Nun konnte Lysias zur Belagerung der Tempelburg Jerusalems übergehen. Auf die Nachricht, dass Philippos in der Zwischenzeit selbst Thronansprüche gestellt hatte und gegen die Reichshauptstadt Antiochia vorgerückt war, hielt es Lysias für geraten, einen Friedensvertrag mit dem Makkabäer zu schließen, um sich dann ungehindert gegen Philippos wenden zu können. Antiochos V. hob das von seinem Vater erlassene Opferedikt wieder auf; den Juden wurde freie Ausübung ihrer Religion versprochen. Somit fand der fünfjährige Religionskrieg ein vorläufiges Ende und Judäa war formell wieder unterworfen. Daher konnte nun Lysias mit dem König gegen Antiochia ziehen, das inzwischen von Philippos besetzt worden war. Er besiegte den Thronprätendenten, ließ ihn hinrichten und eroberte noch 162 v. Chr. die Hauptstadt.
In dieser Zeit traf eine dreiköpfige römische Gesandtschaft in Antiochia ein. Ihre Mitglieder waren Gnaeus Octavius, der Konsul von 165 v. Chr., Spurius Lucretius, der 172 v. Chr. Prätor gewesen war, sowie Lucius Aurelius Orestes, der 157 v. Chr. das Konsulat bekleiden sollte. Die Gesandten hatten gegenüber Antiochos V. auf die Einhaltung der Vertragsbestimmungen von Apameia zu drängen, gegen die auch sein Vater Antiochos IV. verstoßen hatte. Dementsprechend ließ Octavius den Kriegselefanten die Sehnen durchschneiden und die Kriegsschiffe, die der Seleukidenkönig entgegen jenem Vertrag hielt, verbrennen. Noch im vorangegangenen Feldzug gegen Judäa hatten Lysias und Antiochos V. 32 Elefanten eingesetzt. Das herrische Auftreten der Römer rief die Wut der Syrer hervor; und der Führer der Gesandtschaft, Gnaeus Octavius, wurde von einem gewissen Leptines in Laodikeia ermordet. Dieser für die seleukidische Führung unangenehme Vorfall veranlasste sie zur Entsendung von Gesandten nach Rom, die den Senat um Entschuldigung bat. Der Senat vermied es indessen, eine konkrete Antwort zu geben.
Noch 162 v. Chr. landete Demetrios I. Soter, welcher der römischen Haft hatte entkommen können, in Tripolis an der syrischen Küste. Er fand schnell zahlreiche Anhänger im Land. Antiochos V. und Lysias wurden von seinen Truppen gefangen genommen und auf seinen Befehl hingerichtet.